# Premio Caligari
Il Premio Caligari (Caligari Filmpreis) è un premio assegnato da una delle giurie indipendenti del Festival di Berlino, sponsorizzato dalla Bundesverband kommunale Filmarbeit e dalla rivista Filmdienst.
Inaugurato nel 1986 e riferito al celebre film del 1920 Il gabinetto del dottor Caligari di Robert Wiene, il premio è destinato a film della sezione Forum che si distinguono per innovazione tematica o stilistica.

## Albo d'oro

### Anni 1980
- 1986: Shoah, regia di Claude Lanzmann (Francia, Regno Unito)
- 1987: Yuki yukite, shingun, regia di Kazuo Hara (Giappone)
- 1988: Nageuneneun kileseodo swiji anhneunda, regia di Lee Jang-ho (Corea del Sud)
- 1989: Sama, regia di Néjia Ben Mabrouk (Belgio, Germania Ovest, Tunisia)

### Anni 1990
- 1990: Untama giru, regia di Go Takamine (Giappone)
- 1991
  - Tutti i Vermeer a New York (All the Vermeers in New York), regia di Jon Jost (USA)
  - Sure fire - a colpo sicuro (Sure Fire), regia di Jon Jost (USA)
- 1992: Swoon, regia di Tom Kalin (USA)
- 1993: An lian tao hua yuan, regia di Stan Lai (Taiwan)
- 1994: Satantango (Sátántangó), regia di Béla Tarr (Ungheria, Germania, Svizzera)
- 1995
  - Complaints of a Dutiful Daughter, regia di Deborah Hoffmann (USA)
  - Madagascar, regia di Fernando Pérez (Cuba)
- 1996: Charms Zwischenfälle, regia di Michael Kreihsl (Austria)
- 1997: Nobody's Business, regia di Alan Berliner (USA)
- 1998: Kasaba, regia di Nuri Bilge Ceylan (Turchia)
- 1999: Viehjud Levi, regia di Didi Danquart (Germania, Svizzera, Austria)

### Anni 2000
- 2000: I earini synaxis ton agrofylakon, regia di Dimos Avdeliodis (Grecia)
- 2001: Crónica de un desayuno, regia di Benjamín Cann (Messico)
- 2002: Un día de suerte, regia di Sandra Gugliotta (Argentina, Italia, Spagna)
- 2003: Salt, regia di Bradley Rust Gray (Islanda, USA)
- 2004: Dopo mezzanotte, regia di Davide Ferrario (Italia)
- 2005: Niu pi, regia di Jiayin Liu (Cina)
- 2006: 37 Uses for a Dead Sheep, regia di Ben Hopkins (Regno Unito)
- 2007: Kurz davor ist es passiert, regia di Anja Salomonowitz (Austria)
  - Una menzione speciale è stata assegnata al film Wolfsbergen, regia di Nanouk Leopold
- 2008: Tirador, regia di Brillante Mendoza (Filippine)
- 2009: Love Exposure (Ai no mukidashi), regia di Sion Sono (Giappone)

### Anni 2010
- 2010: La bocca del lupo, regia di Pietro Marcello (Italia, Francia)
- 2011: The Ballad of Genesis and Lady Jaye, regia di Marie Losier (USA, Germania, Regno Unito, Paesi Bassi, Belgio, Francia)
- 2012: Tepenin Ardi, regia di Emin Alper (Turchia, Grecia)
  - Una menzione speciale è stata assegnata ai film Bagrut Lochamim di Silvina Landesman, Escuela normal di Celina Murga e Jaurès di Vincent Dieutre.
- 2013: Hélio Oiticica, regia di Cesar Oiticica Filho (Brasile)
- 2014: Das große Museum, regia di Johannes Holzhausen (Austria)
- 2015: Balikbayan #1: Memories of Overdevelopment Redux III, regia di Kidlat Tahimik (Filippine)
- 2016: Akher ayam el madina, regia di Tamer El Said (Egitto, Germania, Regno Unito, Emirati Arabi Uniti)
  - Una menzione speciale è stata assegnata ai film Tempestad di Tatiana Huezo e The Revolution Won't Be Televised di Rama Thiaw
- 2017: El mar la mar, regia di Joshua Bonnetta e J.P. Sniadecki (USA)
- 2018: La casa lobo, regia di Joaquín Cociña e Cristóbal León (Cile)
- 2019: Heimat ist ein Raum aus Zeit, regia di Thomas Heise (Germania, Austria)

### Anni 2020
- 2020: Victoria, regia di Sofie Benoot, Liesbeth De Ceulaer e Isabelle Tollenaere (Belgio)
- 2021: Non assegnato
- 2022: Non assegnato
- 2023: De Facto, regia di Selma Doborac (Austria Germania)